# 摩托船

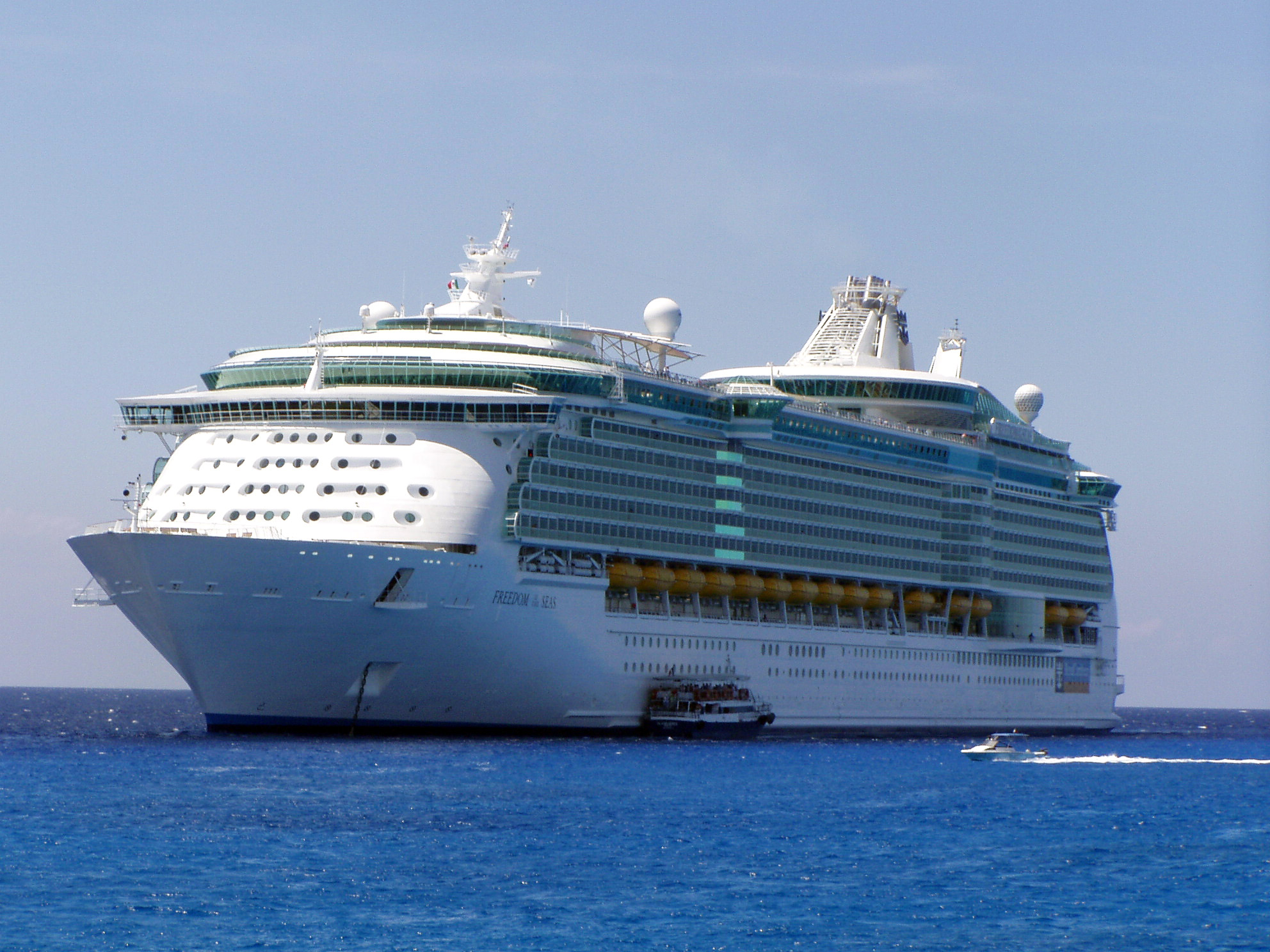
MS 海洋自由号

摩托船（Motor Ship、Motor Vessel）是由內燃引擎驅動的船隻，通常是柴油引擎。摩托船的縮寫為MS、M/S、MV或M/V。